# Островская, Светлана Львовна
Светлана Львовна Островская (8 октября 1926, Ленинград, СССР — 2008, Москва, Россия) — российский скульптор. 
Училась в МГХИ им. В. И. Сурикова у А. Т. Матвеева, Н. В. Томского, П. А. Павлинова. Участвовала в многочисленных московских, республиканских, всесоюзных и групповых выставках. С. Л. Островская первая слепила портреты прославленных космонавтов Ю. А. Гагарина и Г. С. Титова с натуры. Работы Островской находятся в Государственной Третьяковской галерее, Музее землеведения МГУ, Музее Космонавтики, Магаданском областном краеведческом музее, художественных галереях Ярославля, Брянска, Архангельска, Павлодара и других музеях, а также в частных коллекциях России, Германии и Голландии. В начале 90-х С. Л. Островская решила освоить новую для себя технику керамики в Риге. С. Л. Островская дала начало большой художественной династии. Её дочь М. Г. Островская - известный российский скульптор-анималист. С. Л. Островская всегда была верна школе А. Т. Матвеева и традициям великих скульпторов, оставивших свой значительный след в мировой истории искусств.